# Вальдмор (объединённая община)
Вальдмор (нем. Verbandsgemeinde Waldmohr) — объединённая община в Германии, в земле Рейнланд-Пфальц. Входит в состав района Кузель.
Население составляет 8450 человек (на 30 июня 2005 года). Коммуна подразделяется на три сельских округа.